# 湯曾佑
湯曾佑（？年—？年），字?，雲南省鄧川州人，光緒二十九年癸卯科雲南鄉試第9名舉人，由監生中式光緒三十年甲辰恩科會試第184名貢士，未殿試。